# Parc d'État de Great River Bluffs
Le parc d'État de Great River Bluffs (en anglais : Great River Bluffs State Park) est une réserve naturelle située dans l'État du Minnesota, aux États-Unis.